# Hadena incerta
Hadena incerta là một loài bướm đêm trong họ Noctuidae.